# 常數折疊
常數摺疊（Constant folding）以及常數傳播（constant propagation）都是編譯器最佳化技術，他們被使用在現代的編譯器中。進階的常數傳播形式，或稱之為稀疏有條件的常數傳播（sparse conditional constant propagation），可以更精確地傳播常數及無縫的移除無用的程式碼。

## 常量摺疊
常數摺疊是一個在編譯時期簡化常數的一個過程，常數在表示式中僅僅代表一個簡單的數值，就像是整數 2，若是一個變數從未被修改也可作為常數，或者直接將一個變數被明確地被標注為常數，例如下面的描述：
```
  
i
 
=
 
320
 
*
 
200
 
*
 
32
;

```

多數的現代編譯器不會真的產生兩個乘法的指令再將結果儲存下來，取而代之的，他們會辨識出語句的結構，並在編譯時期將數值計算出來（在這個例子，結果為2,048,000），通常會在中介碼（IR，intermediate representation）樹中進行。
有些編譯器，常數摺疊會在初期就處理完，所以像是C語言的陣列，初始化時就可以接受簡單的運算表示式。而將常數摺疊放在較後期的階段的編譯器，也相當常見。
常數摺疊可以在編譯器前端的IR樹完成，在程式碼轉換為三位址碼之前。常數摺疊也可以在後端完成，作為常數傳播的附加功能。

## 常數摺疊與跨平台編譯
在實現一個跨平台編譯器時，必須確保目標平台的算術運算的行為與編譯平台結構是吻合的，而且啓動常數摺疊將會改變程式的行為，這在浮點數的運算中是非常重要的，浮點數精確度問題的影響是非常廣的。

## 常數傳播
常數傳播是一個替代表示式中已知常數的過程，也是在編譯時期進行，包含前述所定義，內建函數也適用於常數，以下列描述為例：
```
  
int
 
x
 
=
 
14
;

  
int
 
y
 
=
 
7
 
-
 
x
 
/
 
2
;

  
return
 
y
 
*
 
(
28
 
/
 
x
 
+
 
2
);

```

傳播x變數將會變成：
```
  
int
 
x
 
=
 
14
;

  
int
 
y
 
=
 
7
 
-
 
14
 
/
 
2
;

  
return
 
y
 
*
 
(
28
 
/
 
14
 
+
 
2
);

```

持續傳播，則會變成：（還可以再進一步的消除無用程式碼x及y來進行最佳化）
```
  
int
 
x
 
=
 
14
;

  
int
 
y
 
=
 
0
;

  
return
 
0
;

```

常數傳播在編譯器中使用定義可達性（Reaching definition）分析實作，如果一個變數的所有定義可達性，都是賦予相同的數值，那麼這個變數將會是一個常數，而且會被常數取代。
常數傳播也可能導致使狀態的分支簡化，或是變成更複雜，當狀態表示式在編譯時期可以被計算為TRUE或是FALSE時，就可以決定他唯一的一種可能。

## 最佳化的行為
常數摺疊及傳播通常會同時被使用在簡化以及減少，藉由交錯使用他們，一直到沒有必要再改變，舉例來說：
```
  
int
 
a
 
=
 
30
;

  
int
 
b
 
=
 
9
 
-
 
a
 
/
 
5
;

  
int
 
c
;

  
c
 
=
 
b
 
*
 
4
;

  
if
 
(
c
 
>
 
10
)
 
{

     
c
 
=
 
c
 
-
 
10
;

  
}

  
return
 
c
 
*
 
(
60
 
/
 
a
);

```

使用常數傳播，再使用常數摺疊後，產生：
```
  
int
 
a
 
=
 
30
;

  
int
 
b
 
=
 
3
;

  
int
 
c
;

  
c
 
=
 
b
 
*
 
4
;

  
if
 
(
c
 
>
 
10
)
 
{

     
c
 
=
 
c
 
-
 
10
;

  
}

  
return
 
c
 
*
 
2
;

```

再做一次：
```
  
int
 
a
 
=
 
30
;

  
int
 
b
 
=
 
3
;

  
int
 
c
;

  
c
 
=
 
12
;

  
if
 
(
true
)
 
{

     
c
 
=
 
2
;

  
}

  
return
 
c
 
*
 
2
;

```

當 a 及 b 已經被簡化為常數，他們的數值取代了程式碼中任何一個使用到變數的地方，編譯器接著將會使用死碼刪除（dead code elimination）來消除他們：
```
  
int
 
c
;

  
if
 
(
true
)
 
{

     
c
 
=
 
2
;

  
}

  
return
 
c
 
*
 
2
;

```

在上述的程式，可以根據編譯器的框架來判別可以用1或是其他的布林常數來取代 True ，伴隨傳統的常數傳播，我們將得到相當多的最佳化，他無法改變程式的結構。
還有其他類似的最佳化，被稱之為稀疏有條件的常量傳播（sparse conditional constant propagation），他依據if狀態選擇了合適的分支，編譯器偵測到 if 的描述中，將永遠被賦予TRUE， c變數可以被消除，完成之後程式碼變成：
```
  
return
 
4
;

```

如果這個虛擬碼為一個函數，編譯器將可將其以整數 4來取代，以消除無用的函數呼叫，改進整體的運行效能。

## 延伸閱讀
- Muchnick, Steven S., , Morgan Kaufmann, 1997, ISBN 9781558603202